# Gran Premi de l'Alemanya Oriental de Motocròs 250cc
|  | Per a altres significats, vegeu «Gran Premi de l'Alemanya Oriental de Motocròs». |

El Gran Premi de l'Alemanya Oriental de Motocròs en la cilindrada de 250cc, conegut també com a Gran Premi de la RDA de Motocròs 250cc i abreujat GP de la RDA de 250cc (en alemany, Großer Preis der Deutschen Demokratischen Republik Moto-Cross 250 ccm), fou una prova internacional de motocròs que es va celebrar anualment a l'antiga República Democràtica Alemanya entre el 1959 i el 1971 (durant tota aquella època, va conviure amb el GP de l'Alemanya Occidental de 250cc, el qual es coneixia també com a GP de la RFA o, simplement, com a GP d'Alemanya).
Després de les dues primeres edicions en dos circuits diferents, l'esdeveniment es fixà a Apolda, on se celebrà fins al 1966. Tot seguit, va desaparèixer uns anys del calendari fins que, el 1970, va reaparèixer fugaçment per a un parell de temporades més.

## Edicions
| Població      | Districte     | Land                             | Data usual | De   | A    | Edicions |
| ------------- | ------------- | -------------------------------- | ---------- | ---- | ---- | -------- |
| Teterow       | Rostock       | Mecklemburg-Pomerània Occidental | Al maig    | 1959 | 1959 | 1        |
| Eisenach      | Eisenach      | Turíngia                         | Al juny    | 1960 | 1960 | 1        |
| Apolda        | Weimarer Land | Turíngia                         | A l'estiu  | 1961 | 1966 | 6        |
| Gumpelstadt   | Wartburgkreis | Turíngia                         | A l'agost  | 1970 | 1970 | 1        |
| Teutschenthal | Saalekreis    | Saxònia-Anhalt                   | Al juliol  | 1971 | 1971 | 1        |
| Total         | 5             |                                  |            |      |      | 10       |

1. ↑  El circuit de Gumpelstadt (nucli de Moorgrund) es coneixia també com a Kali Merkers pel fet de ser a prop de les mines de potassa (kali) de Merkers, un nucli de Krayenberggemeinde.

## Palmarès
Font:
| Edició | Any  | Lloc                     | Data             | Guanyador        | Guanyador |
| ------ | ---- | ------------------------ | ---------------- | ---------------- | --------- |
| I      | 1959 | Teterow                  | 16-17 de maig    | Jaromír Čížek    | Jawa      |
| II     | 1960 | Eisenach                 | 11-12 de juny    | Stig Rickardsson | Husqvarna |
|        |      |                          |                  |                  |           |
| III    | 1961 | Apolda                   | 9-10 de setembre | Jaromír Čížek    | Jawa      |
| IV     | 1962 | Apolda                   | 8-9 de setembre  | Torsten Hallman  | Husqvarna |
| V      | 1963 | Apolda                   | 3-4 d'agost      | Karel Pilař      | ČZ        |
| VI     | 1964 | Apolda                   | 1-2 d'agost      | Víktor Arbékov   | ČZ        |
| VII    | 1965 | Apolda                   | 10-11 de juliol  | Paul Friedrichs  | ČZ        |
| VIII   | 1966 | Apolda                   | 2-3 de juliol    | Petr Dobrý       | ČZ        |
|        |      | 1967-1969: No es disputà |                  |                  |           |
| IX     | 1970 | Gumpelstadt              | 22-23 d'agost    | Sylvain Geboers  | Suzuki    |
| X      | 1971 | Teutschenthal            | 3-4 de juliol    | Joël Robert      | Suzuki    |

## Estadístiques
S'han considerat tots els resultats compresos entre el 1959 i el 1971.

### Guanyadors múltiples
| Pilot         | Victòries |
| ------------- | --------- |
| Jaromír Čížek | 2         |

### Victòries per país
| País           | Victòries |
| -------------- | --------- |
| Txecoslovàquia | 4         |
| Suècia         | 2         |
| Bèlgica        | 2         |
| RDA            | 1         |
| Unió Soviètica | 1         |
| Total          | 10        |

### Victòries per marca
| Marca     | Victòries |
| --------- | --------- |
| ČZ        | 4         |
| Jawa      | 2         |
| Husqvarna | 2         |
| Suzuki    | 2         |
| Total     | 10        |